# Spoorlijn 218
Spoorlijn 218 is een Belgische spoorweg die loopt tussen Tessenderlo en  Paal. Hij loopt van het goederenstation van Tessenderlo Chemie (TCT) tot het industrieterrein Ravenshout, en is dus eigenlijk het verlengde van Lijn 17. Oorspronkelijk was de lijn is 4,8 km lang, inmiddels (2014) loopt ze niet verder dan de aansluiting van Dow Chemical.
De lijn geeft onder andere aansluiting op de bedrijven TCT en Dow Chemicals. Vroeger was er ook een aansluiting voor de bedrijven Hercules, Neste en Borealis.
Vlak bij Tessenderlo Chemie Ham (TCH) is er een rangeerbundeltje.
Op het stuk tussen TCH en TCT ligt nog een tweede spoor, maar dit is eigendom van Tessenderlo Chemie en diende in het verleden vooral om goederen die via het Albertkanaal in Ham werden gelost, te vervoeren naar de fabriek in Tessenderlo. Sinds de ingebruikname van de railbikes (vanaf 21 april 2002) wordt dit tweede spoor nog uitsluitend voor de plezierritten gebruikt. De rails op het bedrijventerrein van Tessenderlo Chemie verbonden met dit spoor en de rails langs het Albertkanaal zijn thans opgebroken.
De railbikes op het bedrijfsspoor worden uitgebaat door VVV Tessenderlo.

## Aansluitingen
In de volgende plaats is er een aansluiting op de volgende spoorlijn:
Tessenderlo
Spoorlijn 17 tussen Diest en Beringen-Mijn